# レンダリングエンジン
レンダリングエンジン (rendering engine) とは、レンダリングを行うソフトウェア部品。情報（データ）を読み込んで、特定のルールにしたがい適切な表現に変換する役割を担う。レイアウトエンジン (layout engine)、レンダラー (renderer) ともいう。
情報がデジタルデータの場合、適切にレンダリングを行うためには、レンダラーの書式（フォーマット）に従って保存されていることが必要となり、また一般的にデータの名前やデータ中のヘッダーにレンダラーの条件が付けられる。例えばコンピュータにおいて、記憶装置中に格納されたある領域に羅列するデータ列が、書式に従ってデータの名前、形式、データの始まり、データの終わり、エラー訂正のための冗長情報などが書かれていれば、これを適切なレンダラーが読み込むことで、「ファイル」として認識することができる。この場合の書式はファイルシステムが定義しており、「ファイラー」がレンダリングエンジンとして機能している。
アプリケーション・ソフトウェア内部に組み込まれていることもあるが、独立したライブラリとして提供されたり、ソフトウェアどうしの連携によって外部から利用されることもある。多くのコンピューターで、上記の「ファイル」として認識されたデータをさらに別のレンダラーが連携で読み込み利用している。

## 実例
- TeX
- HTMLレンダリングエンジン
- コンピュータグラフィックス